# Клюквенное озеро
Клюквенное озеро (Клюквенник, Клюква) — водоём в Суджанском районе Курской области России. Находится на территории Воробжанского сельсовета в урочище Маховская Дача. Входит в зону Суджанского лесничества. Располагается в 14 км на юго-восток от города Суджа и в 1 км западнее села Нижнемахово. Площадь озера составляет 23,6086 гектар.
Водоём появился в конце XIX — начале XX века в результате торфоразработки. Имеет форму овала, который вытянут на восток. Протяженность с запада на восток — 560 метров, а с севера на юг — 440 метров. Глубина озера доходит до 6 метров.
До 2009 года озеро имело статус памятника природы. Вновь памятником природы регионального значения озеро было признано в 2013 году. Особенностью озера является его плавучий остров, состоящий из растений. На территории водоёма обнаружено 187 видов сосудистых растений из которых 11 включены в Красную книгу Курской области. В частности на территории памятника природы зафиксированы плаун булавовидный, альдрованда пузырчатая, росянка круглолистная, клюква болотная, турча болотная, ортилия однобокая, осока топяная, пушица влагалищная и шейхцерия болотная.
Кроме того, было отмечено в районе озера 41 вид птиц, включая занесённых в Красную книгу Курской области серого журавля, лесного жаворонка и соловьиного сверчка. Обнаружен был у Клюквенного озера и жук-олень, отмеченный в Красной книге России.
В 2019 и 2020 годах местные жители сообщали о пересыхании озера.